# Боњи сир Мез
Боњи сир Мез (фр. Bogny-sur-Meuse) насеље је и општина у североисточној Француској у региону Шампањ-Арден, у департману Ардени која припада префектури Шарлвил Мезјер.
По подацима из 2011. године у општини је живело 5.416 становника, а густина насељености је износила 233,85 становника/km². Општина се простире на површини од 23,16 km². Налази се на средњој надморској висини од 165 метара.

## Демографија
| 1962. | 1968. | 1975. | 1982. | 1990. | 1999. | 2011. |
| ----- | ----- | ----- | ----- | ----- | ----- | ----- |
| 6.649 | 6.715 | 6.855 | 6.261 | 5.981 | 5.838 | 5.416 |

График промене броја становника у току последњих година